# Compus de două icosidodecadodecaedre snub
În geometrie compusul de două icosidodecadodecaedre snub este un compus poliedric uniform format din 2 versiuni chirale ale icosidodecadodecaedrului snub. Are simetrie icosaedrică (Ih).
Are indicele de compus uniform UC75.

## Mărimi asociate

### Coordonate carteziene
coordonatele carteziene ale vârfurilor sunt toate permutările ale
{\displaystyle \left(\,\pm 2\alpha ,\,\pm 2\gamma ,\,\pm 2\beta \,\right)}
{\displaystyle \left(\,\pm (\alpha +\beta \varphi ^{-1}+\gamma \varphi ),\,\pm (-\alpha \varphi +\beta +\gamma \varphi ^{-1}),\,\pm (\alpha \varphi ^{-1}+\beta \varphi -\gamma )\,\right)}
{\displaystyle \left(\,\pm (-\alpha \varphi ^{-1}+\beta \varphi +\gamma ),\,\pm (-\alpha +\beta \varphi ^{-1}-\gamma \varphi ),\,\pm (\alpha \varphi +\beta -\gamma \varphi ^{-1})\,\right)}
{\displaystyle \left(\,\pm (-\alpha \varphi ^{-1}+\beta \varphi -\gamma ),\,\pm (\alpha -\beta \varphi ^{-1}-\gamma \varphi ),\,\pm (\alpha \varphi +\beta +\gamma \varphi ^{-1})\,\right)}
{\displaystyle \left(\,\pm (\alpha +\beta \varphi ^{-1}-\gamma \varphi ),\,\pm (\alpha \varphi -\beta +\gamma \varphi ^{-1}),\,\pm (\alpha \varphi ^{-1}+\beta \varphi +\gamma )\,\right)}
unde {\displaystyle \varphi ={\frac {1+{\sqrt {5}}}{2}}\approx 1,618034} este secțiunea de aur,
{\displaystyle \rho \approx 1,324718} este rădăcina reală a polinomului {\displaystyle \rho ^{3}-\rho -1}
{\displaystyle \alpha =\rho +1=\rho ^{3}\approx 2,324718}
{\displaystyle \beta =\varphi ^{2}\rho ^{4}+\varphi \approx 9,680520}
{\displaystyle \gamma =\rho ^{2}+\varphi \rho \approx 3,898317}

### Rază circumscrisă
Raza circumscrisă pentru lungimea laturii de 1 unitate este dată de relația:
{\displaystyle {\frac {1}{2}}{\sqrt {\frac {2\rho -1}{\rho -1}}}\approx 1,126898.}

### Volum
Volumul său, V, este dat de rădăcina reală pozitivă a polinomului de gradul al treilea în {\displaystyle x^{2}}
{\displaystyle 729x^{6}-155520x^{4}-10125x^{2}-33153125.}
Ca urmare, volumul este:
{\displaystyle V\approx 29,28396~a^{3}}
unde a este lungimea laturilor tuturor poligoanelor (care sunt regulate).